# Neteka
Neteka je selo u Zadarskoj županiji. 

## Upravna organizacija
Upravno pripada općini Gračcu.

## Zemljopisni položaj
Nalazi se uz granicu s BiH. Sjeverno je Donja Suvaja, sjeveroistočno Begluci a južno je Donji Srb.

## Promet
Nalazi se na državnoj cesti D218.

## Stanovništvo
Prema popisu iz 2011. Neteka je imala 87 stanovnika.
| broj stanovnika | 294   | 413   | 381   | 309   | 381   | 388   | 391   | 352   | 240   | 250   | 247   | 231   | 206   | 237   | 57    | 87    | 75    |
|                 | 1857. | 1869. | 1880. | 1890. | 1900. | 1910. | 1921. | 1931. | 1948. | 1953. | 1961. | 1971. | 1981. | 1991. | 2001. | 2011. | 2021. |